# Comarca de Caldas

Municipios y localización de la comarca en la provincia de Pontevedra.

La comarca de Caldas es una comarca española perteneciente a la provincia de Pontevedra, situada en la parte suroccidental de Galicia. Por el norte limita con El Sar, por el oeste con Barbanza, por el suroeste con Salnés, por el sur con la comarca de Pontevedra y por el este con Tabeirós-Tierra de Montes.

## Municipios
La comarca está formada por los siguientes siete municipios: 

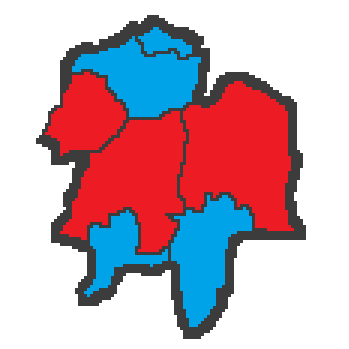
PSdeG
PPdeG

- Caldas de Reyes
- Catoira
- Cuntis
- Moraña
- Puentecesures
- Portas
- Valga